# Mont-Saint-Aignan
Mont-Saint-Aignan – miejscowość i gmina we Francji, w regionie Normandia, w departamencie Sekwana Nadmorska.
Według danych na rok 2012 gminę zamieszkiwało 19798 osób, a gęstość zaludnienia wynosiła 2514 osób/km² (wśród 1421 gmin Górnej Normandii Mont-Saint-Aignan plasuje się na 11. miejscu pod względem liczby ludności, natomiast pod względem powierzchni na miejscu 472.)
Urodził się tu kolarz Jacques Anquetil.
W mieście swoją siedzibę ma Kościół Maryi Panny, który od 17 lutego 2024 funkcjonuje jako Diecezja Normandii w ramach prowincji francuskiej Kościoła Starokatolickiego Mariawitów.

## Miasta partnerskie
- Barsinghausen, Niemcy
- Edenbridge, Anglia
- Osica de Sus, Rumunia
- Brzeg Dolny, Polska
- Rouko, Burkina Faso